# Oedibasis
Oedibasis là chi thực vật có hoa trong họ Apiaceae.